# Staatliche Weltraumagentur der Ukraine
Die Staatliche Weltraumagentur der Ukraine (ukrainisch Державне космічне агентство України,  ДКАУ, Derschawne kosmitschne ahentstwo Ukrajiny, DKAU; englisch State Space Agency of Ukraine, SSAU, vormals National Space Agency of Ukraine, NSAU) wurde als ukrainische Raumfahrtorganisation nach dem Zerfall der Sowjetunion am 2. März 1992 gegründet. Hintergrund war, dass ein erheblicher Teil der sowjetischen Raumfahrtindustrie einschließlich des Konstruktionsbüros „Juschnoje“ NPO (übersetzt „südliches“) des Konstrukteurs Michail Kusmitsch Jangel sich nun auf ukrainischem Territorium befanden. Das betraf sowohl die Produktion militärischer (SS-18 Satan) als auch ziviler Raketentechnik (Zenit, Zyklon, Dnepr) und entsprechender Raumflugkörper. Zur Erhaltung vorhandener Kompetenzen und gleichzeitiger Konversion wurden nationale Fünfjahresprogramme beschlossen.
Das erste von 1993 bis 1997 diente der Aufrechterhaltung der industriellen und Forschungs-Kapazität raumflugbezogener Potentiale im Interesse des Aufbaus einer nationalen Volkswirtschaft und gleichzeitig dem Eindringen in den internationalen Markt von Raumflugdienstleistungen. In dieser Zeit wurden einige Betriebe auch auf typische Konversionsprodukte wie Traktoren und Konsumgüter umgestellt.
Das zweite 1998–2002 richtete sich mehr auf die Erfordernisse des internationalen Marktes aus. Es wurden Produkte und Leistungen aus einer Hand (einschließlich Startkomplexe, Flugkörper, Datenbereitstellung und Systemkomponenten) angeboten. Große Anstrengungen wurden zur Integration der Ukraine in die internationale Weltraum-Gemeinschaft unternommen. Dahinter verbirgt sich die Gewinnung externer Finanzierungsquellen durch Gemeinschaftsunternehmen wie „Sea Launch“ und der Abschluss von Verträgen mit 20 Nationen bzw. Agenturen.
Das Programm von 2003–2007 war noch stärker auf den spezifischen (zahlenden) Nutzer orientiert. Dabei sollten sowohl die ökonomisch/rechtlichen Bedingungen (z. B. externe Finanzquellen) als auch die technologische Basis verbessert werden. Hohe Ziele wurden in der internationalen Kooperation angestrebt. Dabei setzte man auf enge Beziehungen zu amerikanischen Firmen, suchte aber auch den Anschluss an Europa.
Es umfasste daher zielorientierte Programme zu:
- wissenschaftlicher Weltraumforschung
- Fernerkundung der Erde
- Satellitenkommunikation
- Entwicklung der Erdkomponenten für Navigations- und spezielle Informationssysteme
- Raumflugaktivitäten im Interesse der nationalen Sicherheit und Verteidigung
- Raumflugkomplexe (neben Sea Launch auch Land- oder Flugzeug-gestützte Systeme)
- Entwicklung von Grundelementen und fortschrittlicher Raumflugtechnologien
- Erweiterung der Forschungs-, Test- und Produktionsbasis des Raumflug-Sektors

Gegenwärtig wird an neuen Varianten der Rakete Zyklon-4 gearbeitet. Es wurde auch eine leichte Trägerrakete Majak entworfen, die Zenit sollte zu Zenit-M und die Dnepr zu Dnepr-M weiterentwickelt werden.
Nach dem Erfolg des Satelliten Sitsch-1M wurde im Jahr 2011 Sitsch-2 gestartet.
Zur NSAU gehörte bis 2014 auch der Bahnverfolgungs- und Messkomplex in Jewpatorija auf der Krim. Die industriellen Kerne der Raumfahrtindustrie der Ukraine befinden sich in Dnipro, Kiew und Charkiw.

## Galerie

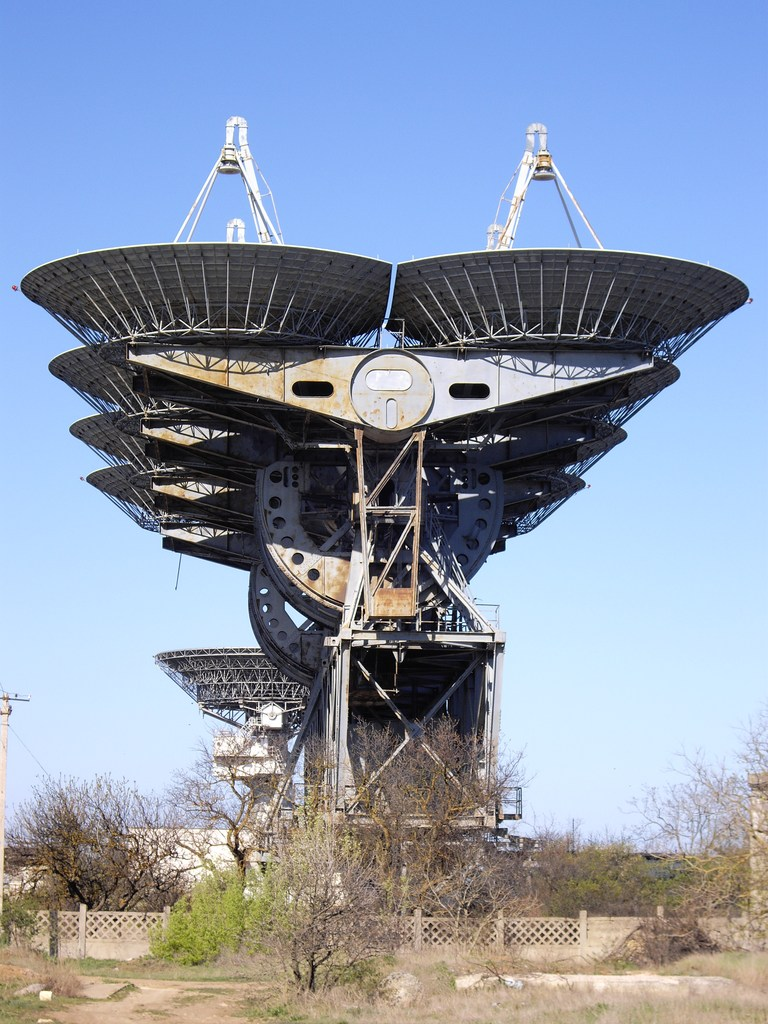
ADU-1000
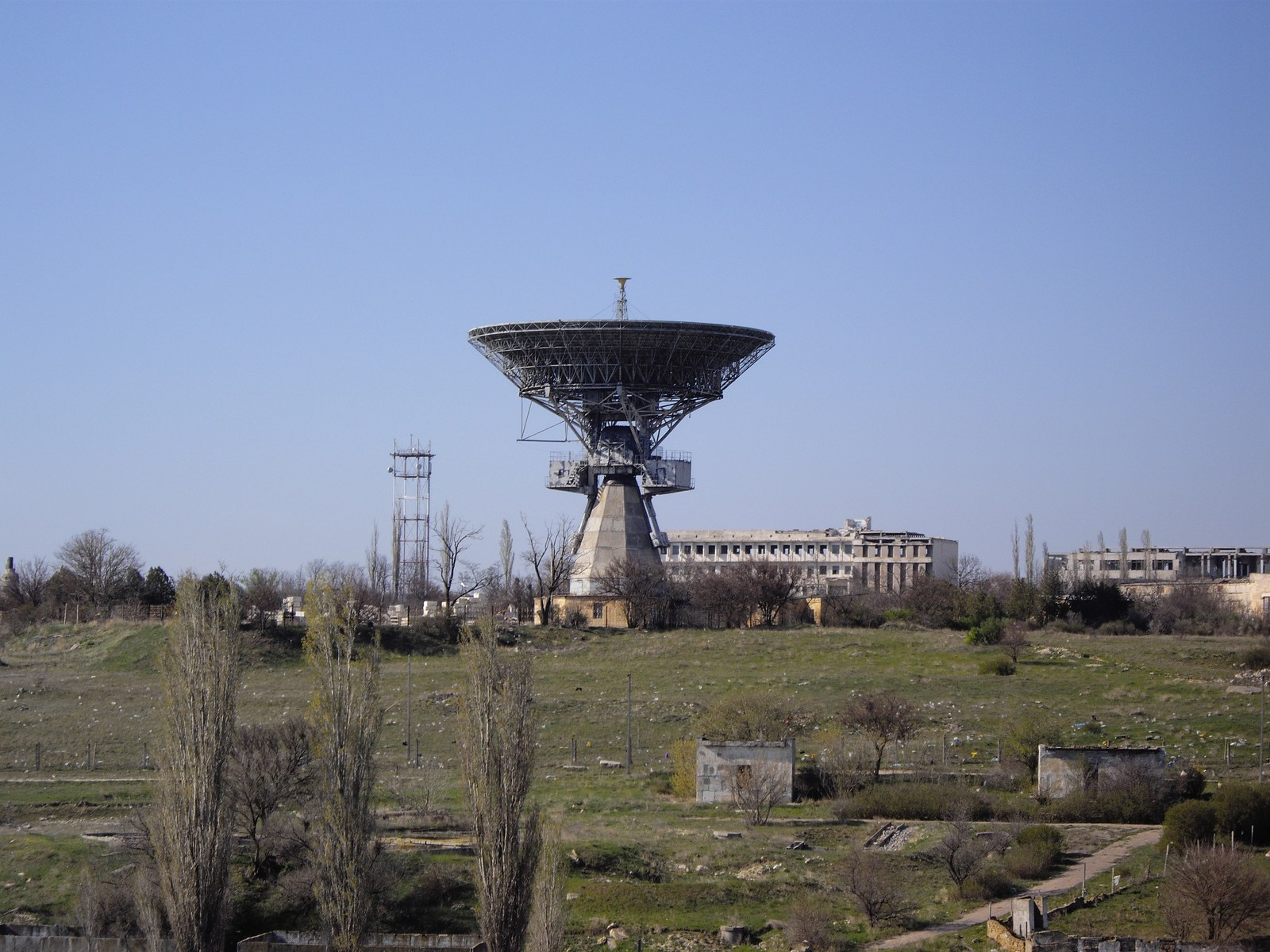
TNA-400.
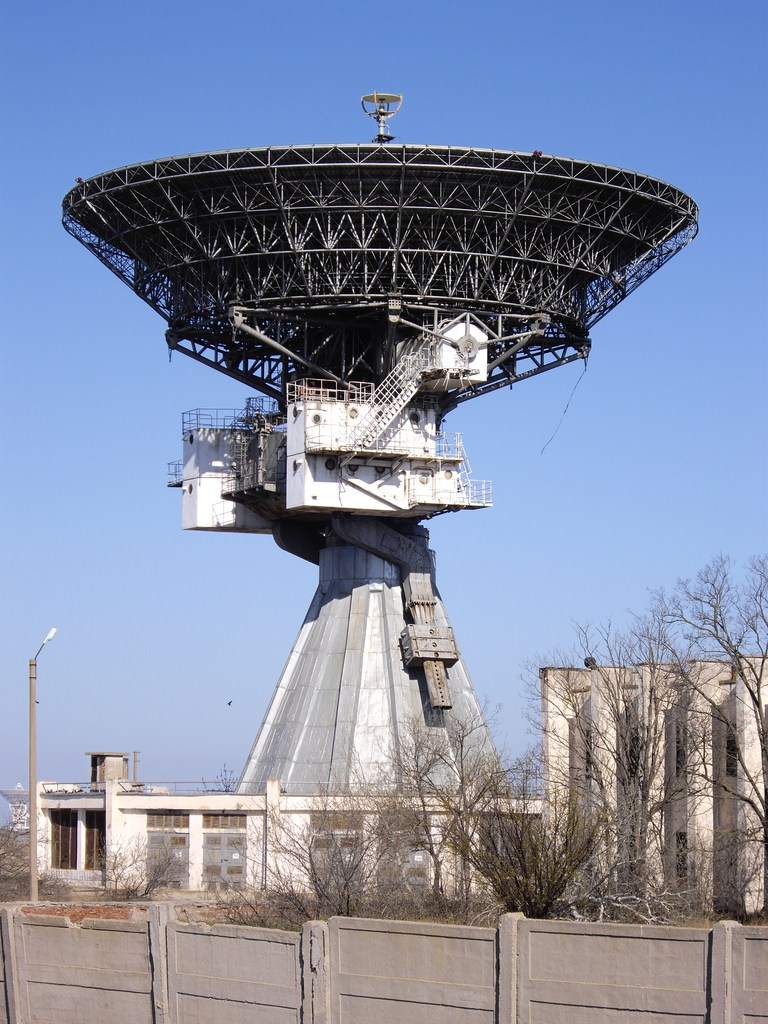
P-400.
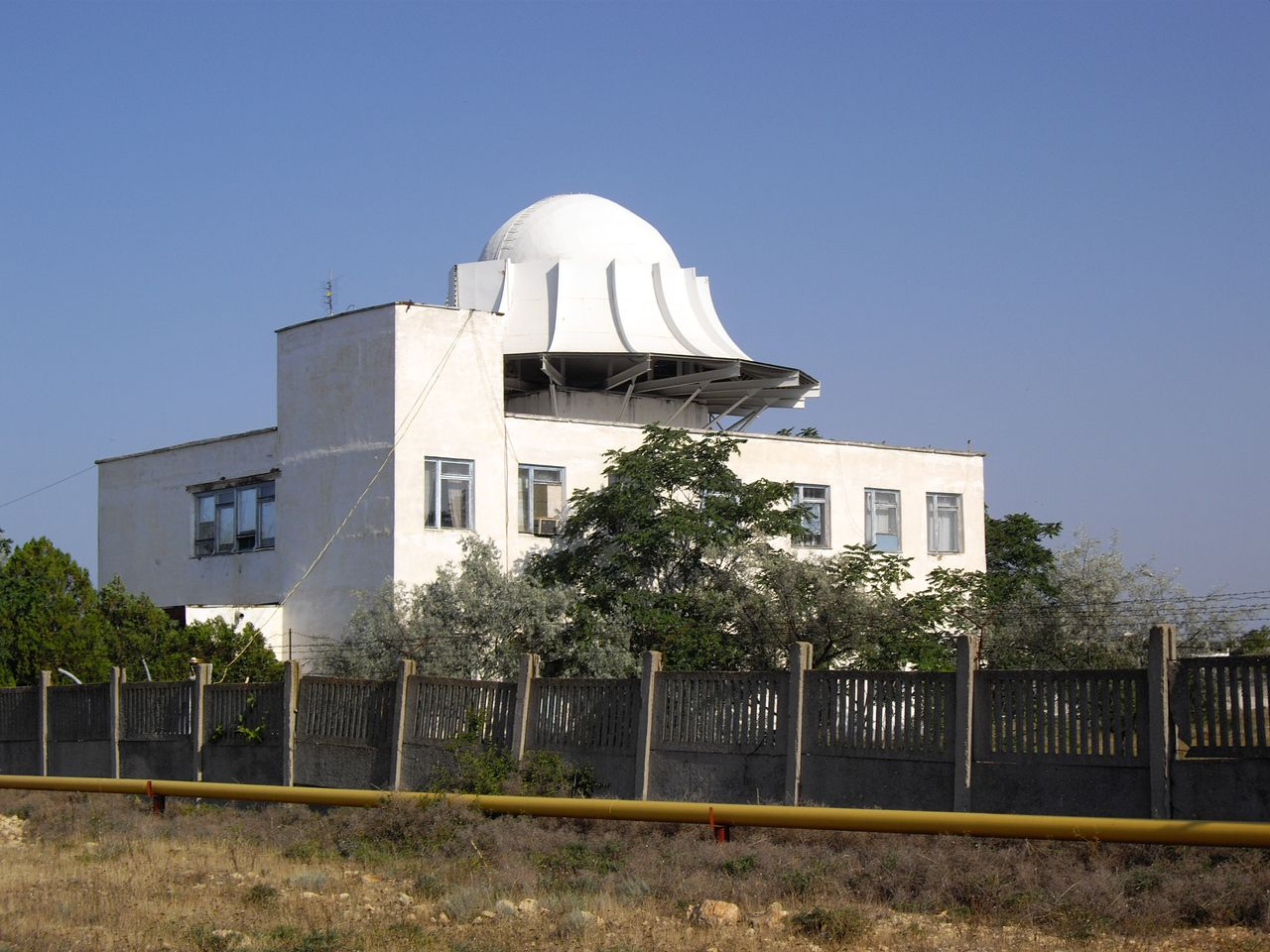
AZT-28.
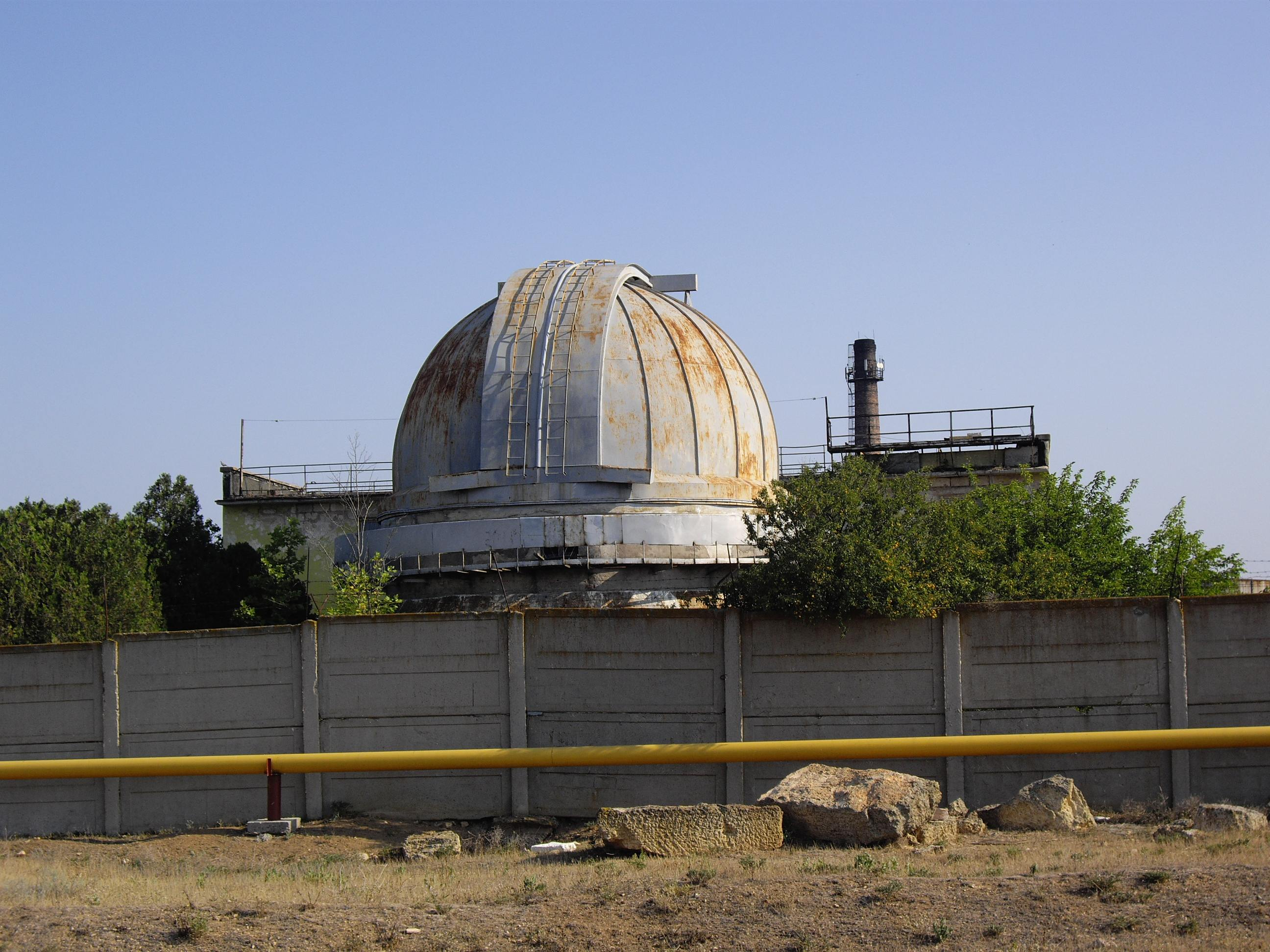
AZT-8.
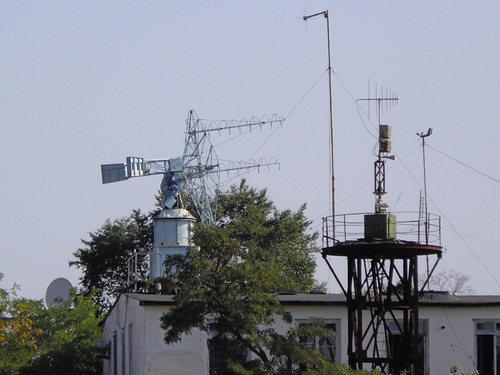
Tral-K-2N
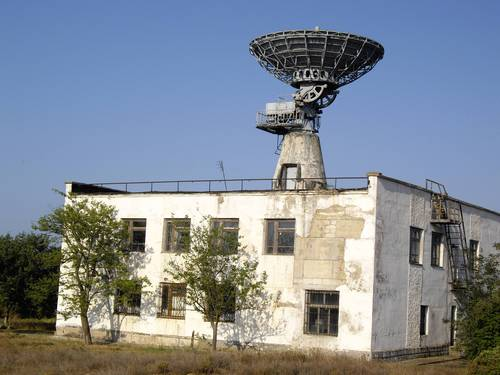
Kvant-P
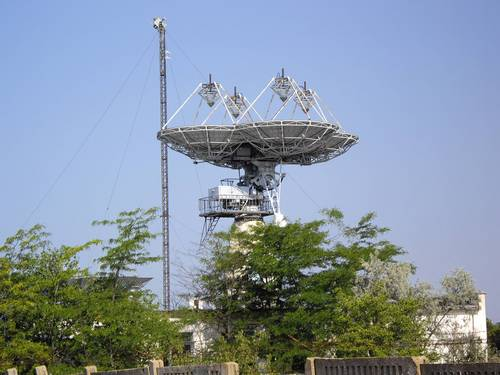
MA-9 Romashka
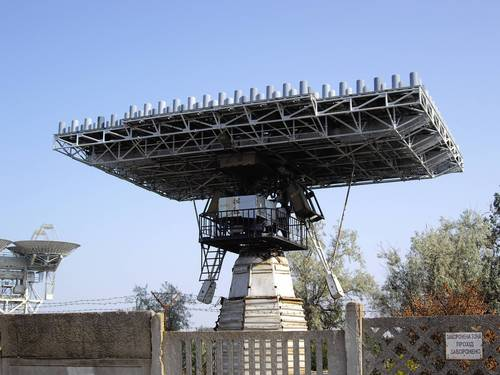
Orion
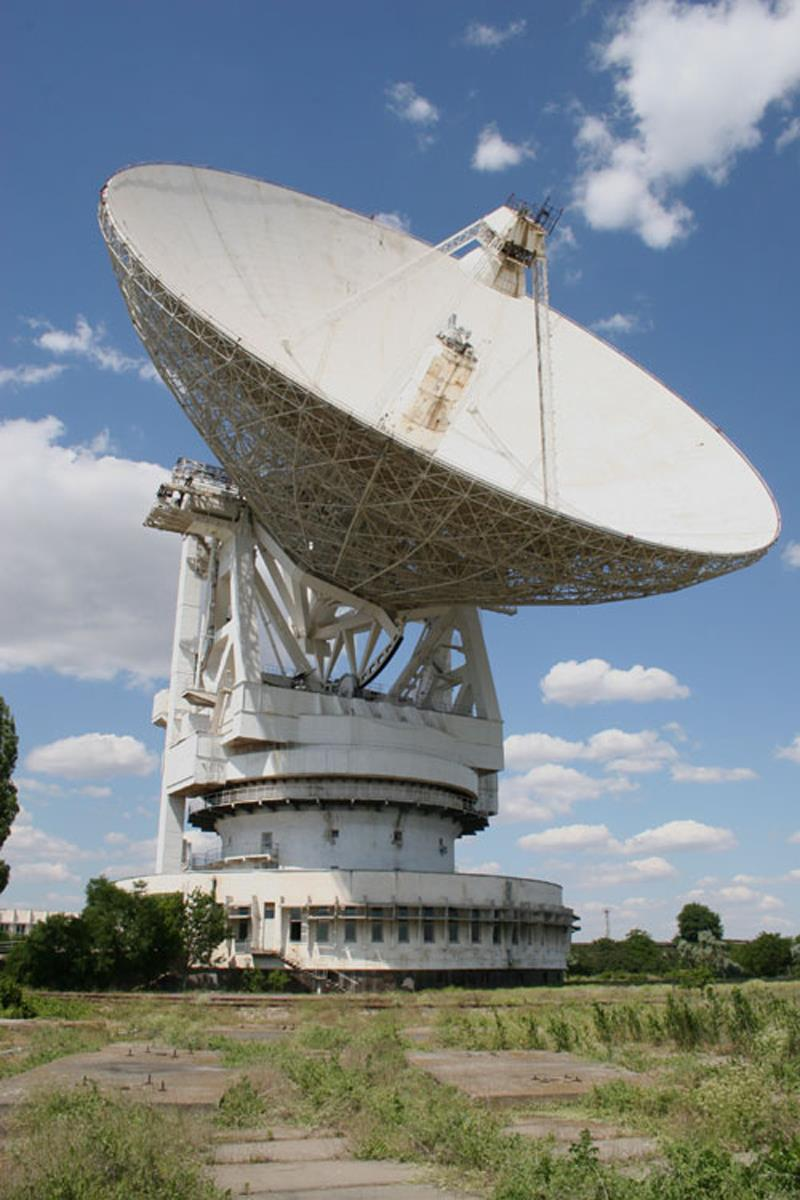
RT-70